# 통화위조변조죄
통화위조변조죄(通貨僞造變造罪)는 행사(유통)할 목적으로 통화를 위조 또는 변조하는 죄이다. 본죄의 보호법익은 통화의 진정(眞正)에 대한 공공의 신용인 동시에 통화의 제조 및 발생에 관한 국가의 화폐주권(貨幣主權)도 고려되고 있으며 실질적으로는 불특정인에 대한 재산상의 위험발생도 고려된다고 말할 수 있다.

### 처벌
대한민국의 화폐인 경우 무기
또는 2년 이상의 징역에 처한다 (형법 제207조 1항). 대한민국에서 유통하는 외국화폐를 위조하면 1년이상의 유기징역에 처한다(형법 제 207조 2항). 외국화폐를 위조하면 10년 이하의 징역에 처한다(형법 제 207조3항). 유기징역에 처할 경우에는 자격정지 또는 벌금을 병과할 수 있다(형법 209조).

### 통화
법률에 의해 강제통용력을 가지고 교환의 매개물로서 화폐·지폐·은행권을 총칭하는개념이다. 본죄의 객체가 되는 것은 ( 통용하는(강제통용력 있는) 대한민국의 화폐·지폐·은행권(207조 1항), ( 내국에서 유통하는(사실상 유통) 외국의 화폐·지폐·은행권(207조 2항), ( 외국에서 통용하는 외국의 화폐·지폐·은행권(207조 3항)이다.

### 위조
통화의 발행권을 가지지 않는 자가 통화의 외관(外觀)을 가진 물건을 만들어내는 것이다. 위조라 하기 위하여는 위화(僞話)에 상당하는 진화(眞貨)가 반드시 있어야 할 필요는 없으며 거래상 일반인으로 하여금 진정한 통화로 오인하게 할 정도의 것이면 족하다.

### 변조
정당한 권한 없이 진화에 가공(加工)하여 그 가치를 변경하는 것을 말한다. 위조·변조는 행사할 목적으로 하여야 한다(목적범). 위조·변조된 통화의 행사 및 행사할 목적의 수입·수출도 처벌된다(207조 4항).

### 행사
타인에 대하여 위조·변조된 통화를 진정한 통화로서 사용하는 것, 다시 말하면 유통시키는 것을 말한다. 행사죄는 예비음모를 처벌하지 않으나, 전3항의 위조변조죄는 예비음모를 처벌하고(213조), 1항부터 3항의 위조변조죄 및 행사죄 모두 미수범은 처벌한다.(212조)

## 판례
- 통화위조죄와 위조통화행사죄의 객체인 위조통화는 유통과정에서 일반인이 진정한 통화로 오인할 정도의 외관을 갖추어야 한다.[1]
- 진정한 통화에 대한 가공행위로 인하여 기존 통화의 명목가치나 실질가치가 변경되었다거나 객관적으로 보아 일반인으로 하여금 기존 통화와 다른 진정한 화폐로 오신하게 할 정도의 새로운 물건을 만들어 낸 것으로 볼 수 없다면 통화변조죄가 성립하지 않는다.[2]

- 통화위조죄에 관한 규정은 공공의 거래상의 신용 및 안전을 보호하는 공공적인 법익을 보호함을 목적으로 하고 있고, 사기죄는 개인의 재산법익에 대한 죄이어서 양 죄는 그 보호법익을 달리하고 있으므로 위조통화를 행사하여 재물을 불법영득한 때에는 위조통화행사죄와 사기죄의 양죄가 성립된다[3]

- 甲이 만원권 지폐를 복사기에 복사하고 비슷한 크기로 잘랐으나 복사 상태가 흑백으로만 되어 있어 진정한 통화의 색채를 갖추지 못한 위조통화를 야간에 택시 요금으로 지불한 경우, 甲에게 통화위조죄 및 위조통화행사죄가 성립하지 않는다.[4]

- 스위스 화폐로서 1998년까지 통용되었으나 현재는 통용되지 않고 다만 스위스 은행에서 신권과의 교환이 가능한 진폐는 형법 제207조 제2항 소정의 내국에서 '유통하는' 외국의 화폐에 해당하지 아니한다[5].

- 위조통화임을 알고 있는 자에게 그 위조통화를 교부한 경우에 피교부자가 이를 유통시키리라는 것을 예상 내지 인식하면서 교부하였다면, 그 교부행위 자체가 통화에 대한 공공의 신용 또는 거래의 안전을 해할 위험이 있으므로 위조통화행사죄가 성립한다[6].

- 통화위조죄와 위조통화행사죄의 객체인 위조통화는 그 통화과정에서 일반인이 진정한 통화로 오인할 정도의 외관을 갖추어야 할 것이므로, 한국은행발행 일만원권 지폐의 앞뒷면을 전자복사기로 복사하여 비슷한 크기로 자른 정도의 것은 객관적으로 진정한 통화로 오인할 정도에 이르지 못하여 통화위조죄 및 위조통화행사죄의 객체가 될 수 없다[7].

- 수표에 기재되어야 할 수표행위자의 명칭은 반드시 수표행위자의 본명에 한하는 것은 아니고 상호, 별명 그 밖의 거래상 본인을 가리키는 것으로 인식되는 칭호라면 어느 것이나 다 가능하다고 볼 것이므로, 비록 그 칭호가 본명이 아니라 하더라도 통상 그 명칭을 자기를 표시하는 것으로 거래상 사용하여 그것이 그 행위자를 지칭하는 것으로 인식되어 온 경우에는 그것을 수표상으로도 자기를 표시하는 칭호로 사용할 수 있다[8].

- 약속어음의 액면금액란에 자의로 합의된 금액의 한도를 엄청나게 넘는 금액을 기입하는 것은 백지 보충권의 범위를 초월하여 서명날인 있는 약속어음용지를 이용한 새로운 약속어음의 발행에 해당되는 것으로서 그 소위가 유가증권위조죄를 구성한다[9].

- 유가증권변조죄를 구성하려면 진정하게 성립된 타인명의의 유가증권에 변경을 가하는 행위가 있어야 하고 비록 타인에게 속한 자기명의의 유가증권에 무단히 변경을 가하였다 하더라도 그것이 문서손괴죄나 허위유가증권작성죄에 해당되는 경우가 있음은 별론으로 하고 유가증권변조죄를 구성하는 것은 아니라고 보아야 할 것이다[10].

- 위조통화임을 알고 있는 자에게 그 위조통화를 교부한 경우에 피교부자가 이를 유통시키리라는 것을 예상 내지 인식하면서 교부하였다면, 그 교부행위 자체가 통화에 대한 공공의 신용 또는 거래의 안전을 해할 위험이 있으므로 위조통화행사죄가 성립한다[11].